# 카이야 캐르키넨
카이야 한넬레 캐르키넨(Kaija Hannele Kärkinen, 1962년 9월 9일 ~ )는 핀란드의 가수이다. 유로비전 송 콘테스트 1991에서 핀란드 대표로 참가했다.